# Poule de Bresse
Pour les articles homonymes, voir Bresse (homonymie) et Gauloise.
Pour des articles plus généraux, voir Gallus gallus domesticus et Liste des races de poules.
La Volaille de Bresse bénéficie d'une appellation d'origine contrôlée (AOC) depuis 1957 et d'une appellation d'origine protégée (AOP) depuis 1996. Le poulet de Bresse, la poularde et le chapon de Bresse sont des produits agricoles destinés à l'alimentation humaine. Cette appellation agroalimentaire concernant la viande de Volaille de Bresse utilise une race ancienne, la gauloise blanche, élevée selon un cahier des charges en Bresse et régulé par le Comité Interprofessionnel de la Volaille de Bresse.

## En aviculture de compétition

### Description
La Bresse s'appelle ainsi dans son aire de répartition géographique définie. Au-delà, l'appellation légale est « Gauloise Blanche ».
Elle ressemble à sa cousine la Gauloise dorée, mais s'en distingue par une crête tombante chez le poulet.
Ce sont toutes les deux des poulets de type méditerranéen, caractérisé par des oreillons blancs, une ossature fine et une crête simple et régulière (Leghorn, Andalouse, Minorque...).
Elle est élevée en lignée pure par un centre de sélection et d'accouvoir, afin d'en préserver son patrimoine génétique et d'en améliorer ses qualités tout en sélectionnant les sujets conformes au standard.

### Origine
Chaque variété, au nombre de quatre, détermine l'origine précise. Il existe :
- la Blanche, dite de Bény, seule à être exploitée commercialement et reconnue comme AOC par la loi de 1957 ;

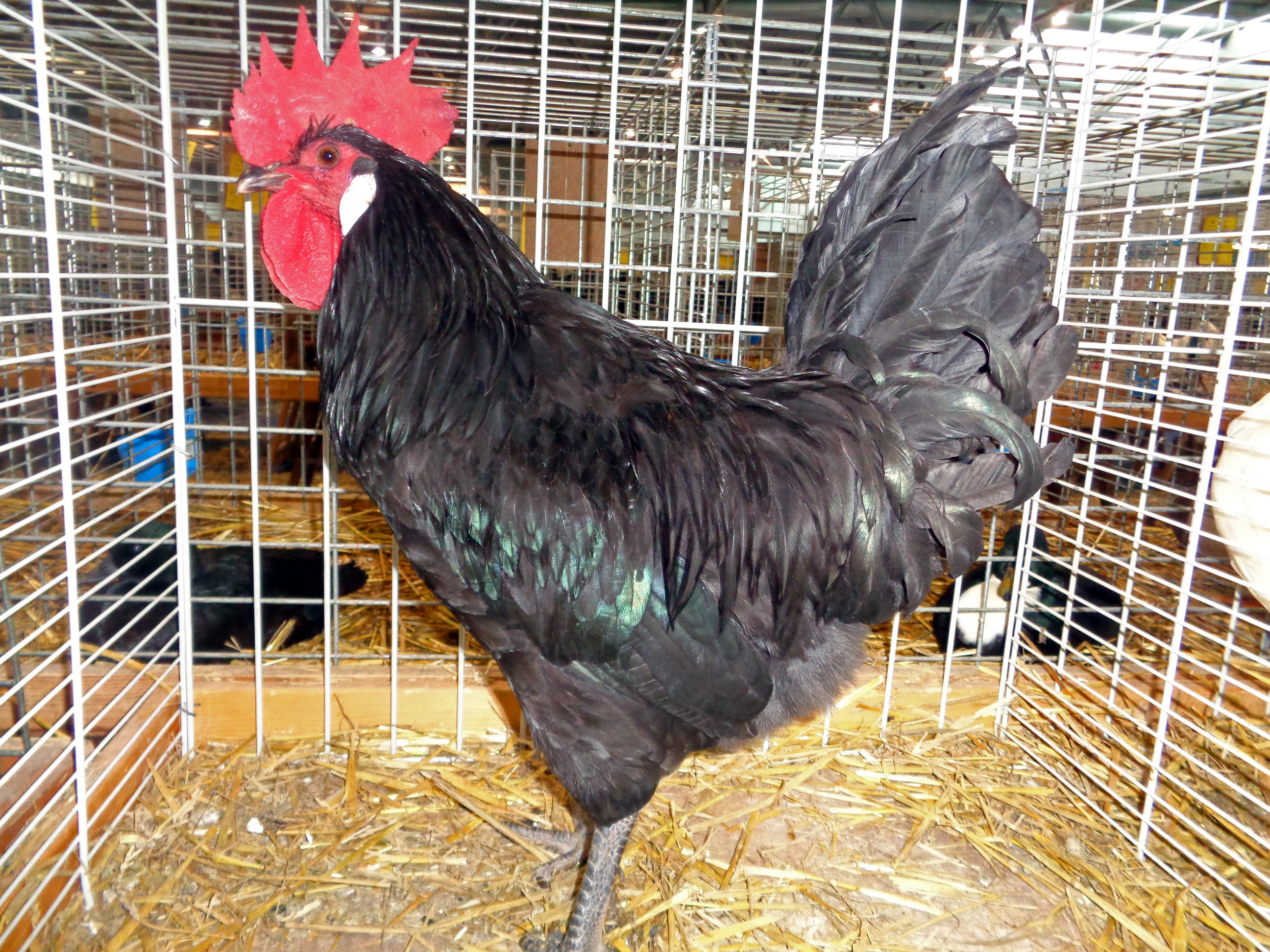
Coq de race Gauloise noir.

- la Noire, dite de Louhans ;
- la Grise, dite de Bourg ;
- la Bleue.

#### Standard
- Masse idéale : coq : 2,5 à 3 kg ; poule : 2 à 2,5 kg

- Crête : simple
- Oreillons : blancs
- Couleur des yeux : noirs
- Couleur de la peau : blanche
- Couleur des tarses : gris ardoise

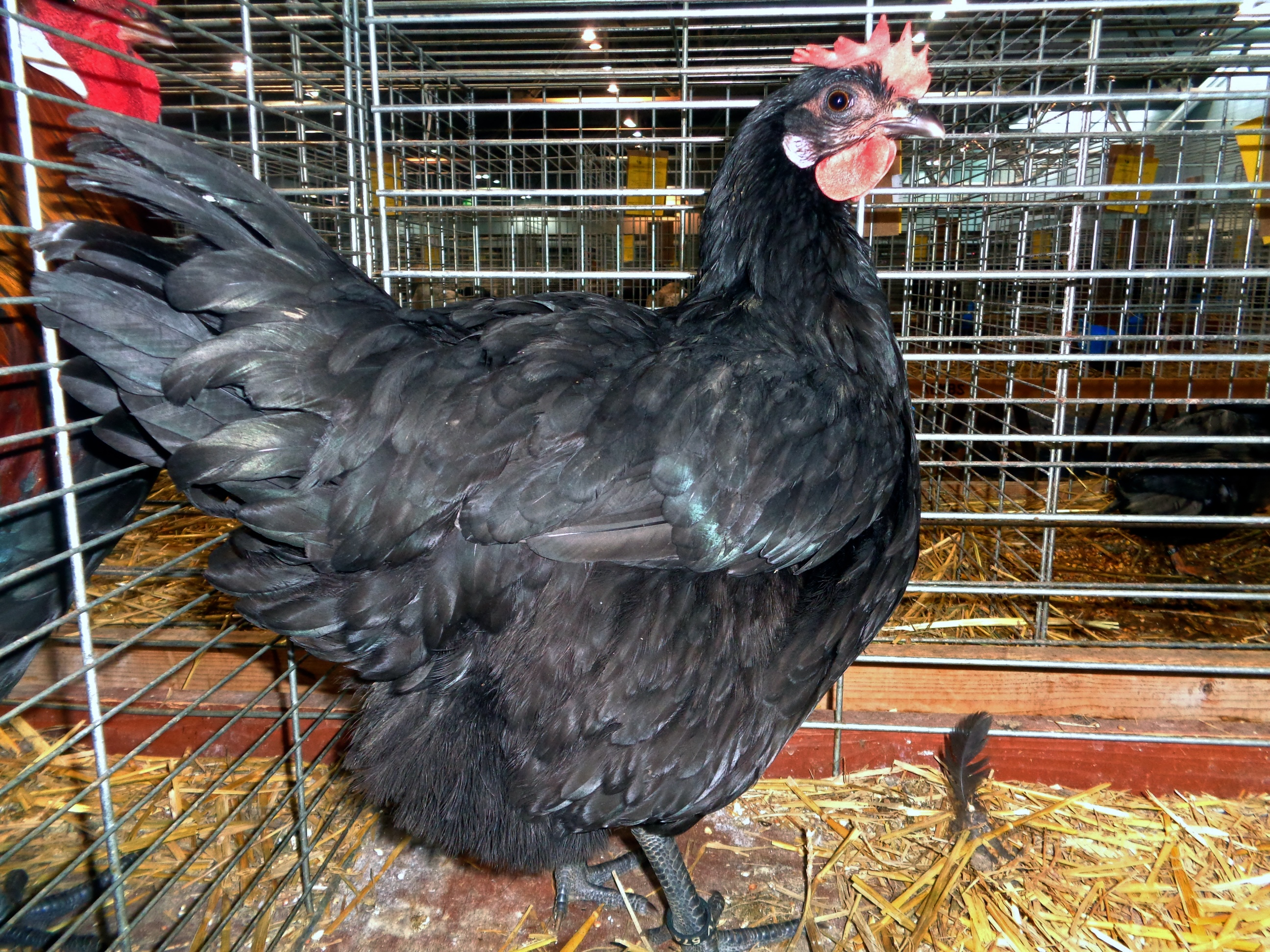
Poule Gauloise noire.

- Variétés de plumage (de la plus ancienne à la plus récente) : la grise, la noire, la blanche et la bleue.
- Œufs à couver : min. 60 g, coquille blanche.
- Diamètre des bagues : coq : 18 mm ; poule 16 mm.

Le caractère pattes bleues est essentiel, le décret de 1995 fixant les paramètres de couleur permettant d'obtenir le label AOP.

## Dans l'agriculture
Depuis une loi de 1957, volaille de Bresse, dont le poulet de Bresse, le chapon de Bresse et la poularde de Bresse sont des appellations d'origine préservées grâce à une appellation d'origine contrôlée (AOC) française désignant des pratiques d'élevage et une origine. Cette loi confirme l'aire de production déterminée par un jugement du tribunal civil de Bourg-en-Bresse de 1936 : la volaille de Bresse est produite dans un terroir assez limité (100 km sur 40 km) située sur les départements de l'Ain, de la Saône-et-Loire et du Jura. 

Zone AOC Poule de Bresse.
Communes totalement intégrées.
Communes partiellement intégrées.

La loi de 1957 met en place un Comité Interprofessionnel de la Volaille de Bresse (CIVB), seul habilité à fabriquer et à répartir les signes d’identification de l’origine et de la qualité. Depuis les années 1990, ce comité est présidé par Georges Blanc, chef étoilé au Guide Michelin.
La production annuelle est d'environ 650 000 poussins.

### Généralités
L'exploitation avicole dans la Bresse repose indirectement sur la nature argileuse du sol bressan, riche en eau et donc particulièrement adapté à la culture du maïs.
La volaille de Bresse gagne sa saveur en vaquant librement dans les cours et les prés à la recherche de sa nourriture. Elle est réputée pour sa qualité.

### Caractéristiques
Le cahier des charges est précis :
- plumes blanches ;
- crête rouge (bien formée) ;
- pattes bleues (teinte légèrement bleuâtre) ;
- la Volaille de Bresse doit vivre en liberté et en plein air les 3/4 de sa vie (minimum 10 m2 de verdure par volatile[3]) ;
- l'abattage répond également à des normes strictes[3] ;
- son alimentation est principalement constituée à base de maïs. À la fin des années 1980, certains membres de la filière, voulant augmenter la productivité, ont voulu introduire du soja pour remplacer le lait, mais le débat avait conduit, en 1991, à l'exclure[3].

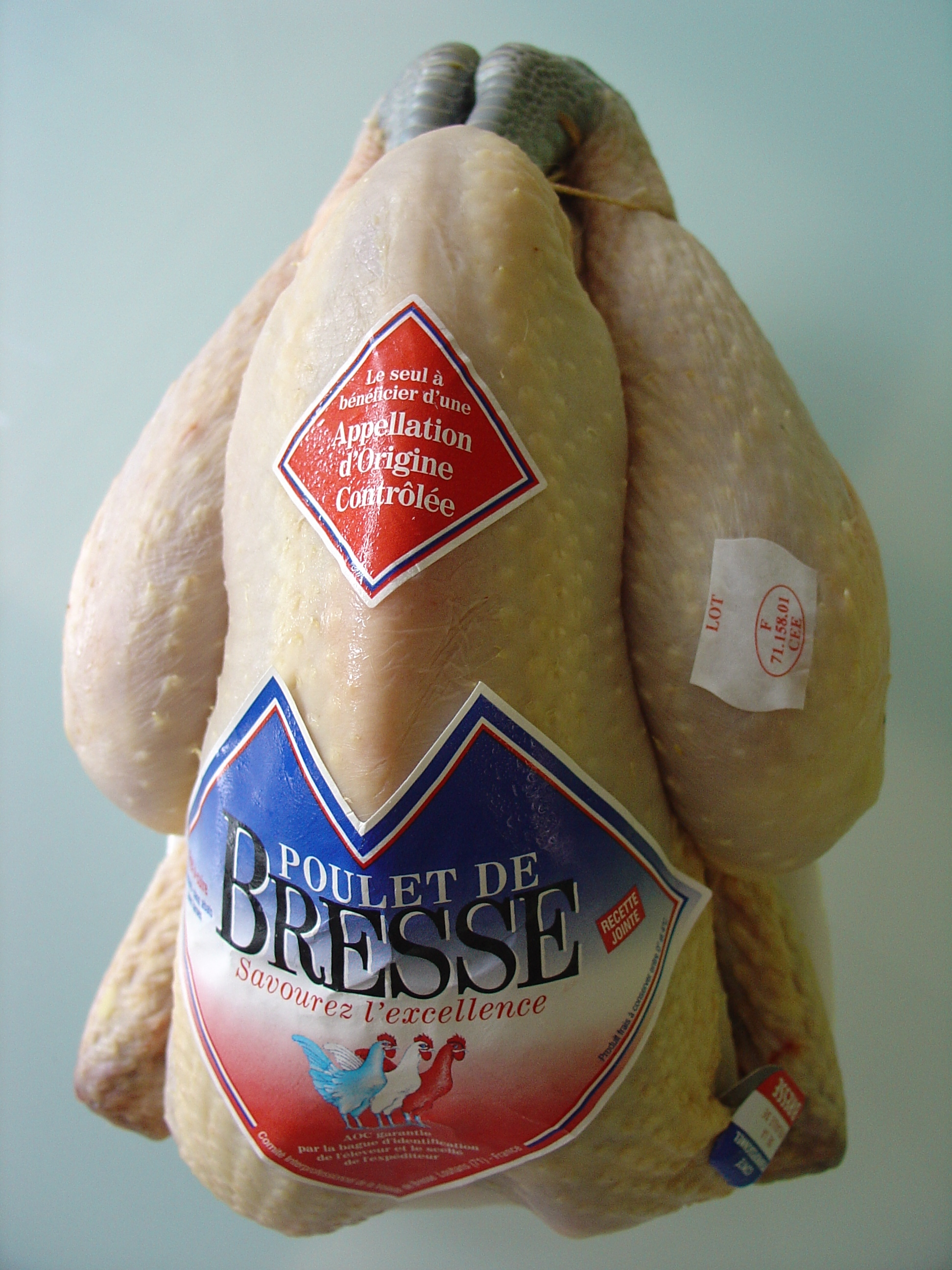
Poulet de Bresse.

Les trois qualités que sont la race, le mode d'élevage et l'alimentation déterminent la qualité de la chair, réputée comme étant de qualité supérieure.
C'est l'une des rares races françaises à figurer parmi les 108 races de poule reconnues du British Poultry Standard.

#### Sélection et accouvage
Le centre de sélection et accouveur est situé à Saint-Étienne-du-Bois (Ain).
La Gauloise blanche est la seule race reconnue comme une Volaille de Bresse par l'AOP. Les variétés noires, bleues et grises sont quant à elle représentatives de la Bresse et de son histoire, mais sont plus connues pour la ponte. La blanche représente le meilleur rapport en termes de rapport à la viande et à la facilité d'élevage. Elle a donc eu la préférence des éleveurs. Par ailleurs, le décret de 1957 dispose que :
« Seules ont droit à l'appellation « volaille de Bresse » la race bresse-gauloise de couleur blanche, produites dans le territoire délimité de la région bressane et satisfaisant par ailleurs à toutes conditions propres à assurer leurs qualités traditionnelles. »
Toutefois, la noire, d'aspect bien particulier, s'avère être la meilleure poule pondeuse naturelle. 

#### Élevage

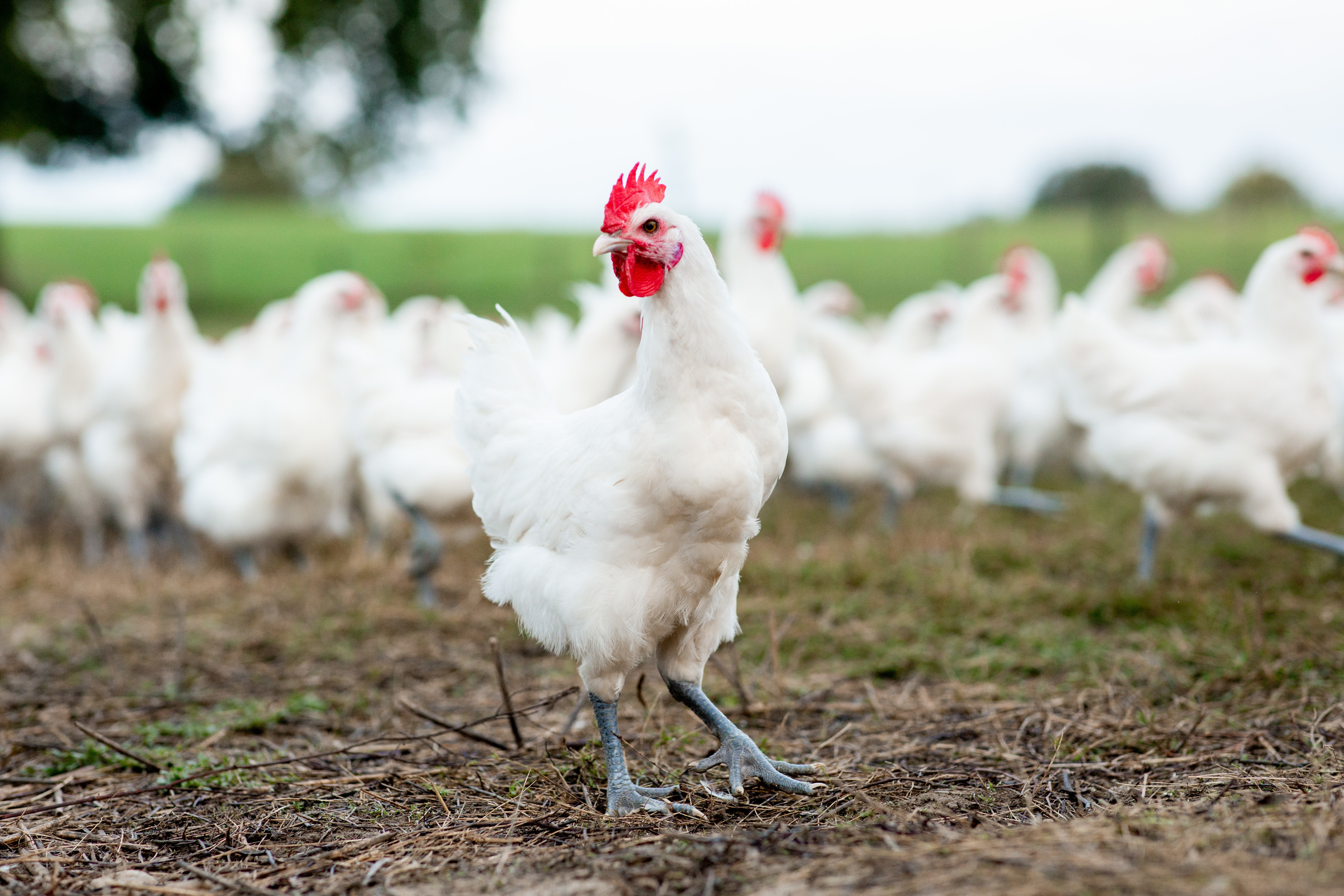
Poule bresse-gauloise blanche.

On compte environ 100 éleveurs qui assurent la production d'environ 650 000 volailles de Bresse.
Aujourd'hui, les poussins sont élevés dans un lieu clos, près d'une couveuse artificielle, pendant une durée maximale de cinq semaines. Ils sont alors nourris avec des aliments composites. Naguère, ils étaient élevés dès leur naissance en plein air, avec un mélange de farine de maïs blanc, de riz cuit et de mie de pain délayée dans du lait écrémé. Après une période en liberté d'au minimum 9 semaines, durant laquelle se forme la chair, la période d'engraissement (de 10 à 15 jours) s'effectue dans une enceinte close en épinette. Chaque poulet est alors bagué.
Chapons et poulardes restent plus longtemps en extérieur . L'alimentation est très surveillée et nécessite un travail de précision. Du maïs blanc est parfois utilisé pour ces volailles fines. L'abattage des chapons et des poulardes tout comme le poulet de Bresse, est réalisé par les abattoirs accrédités ou par les éleveurs abatteurs accrédités par le CIVB. C'est une opération délicate et très soignée. Le « roulage » constitue la dernière opération.

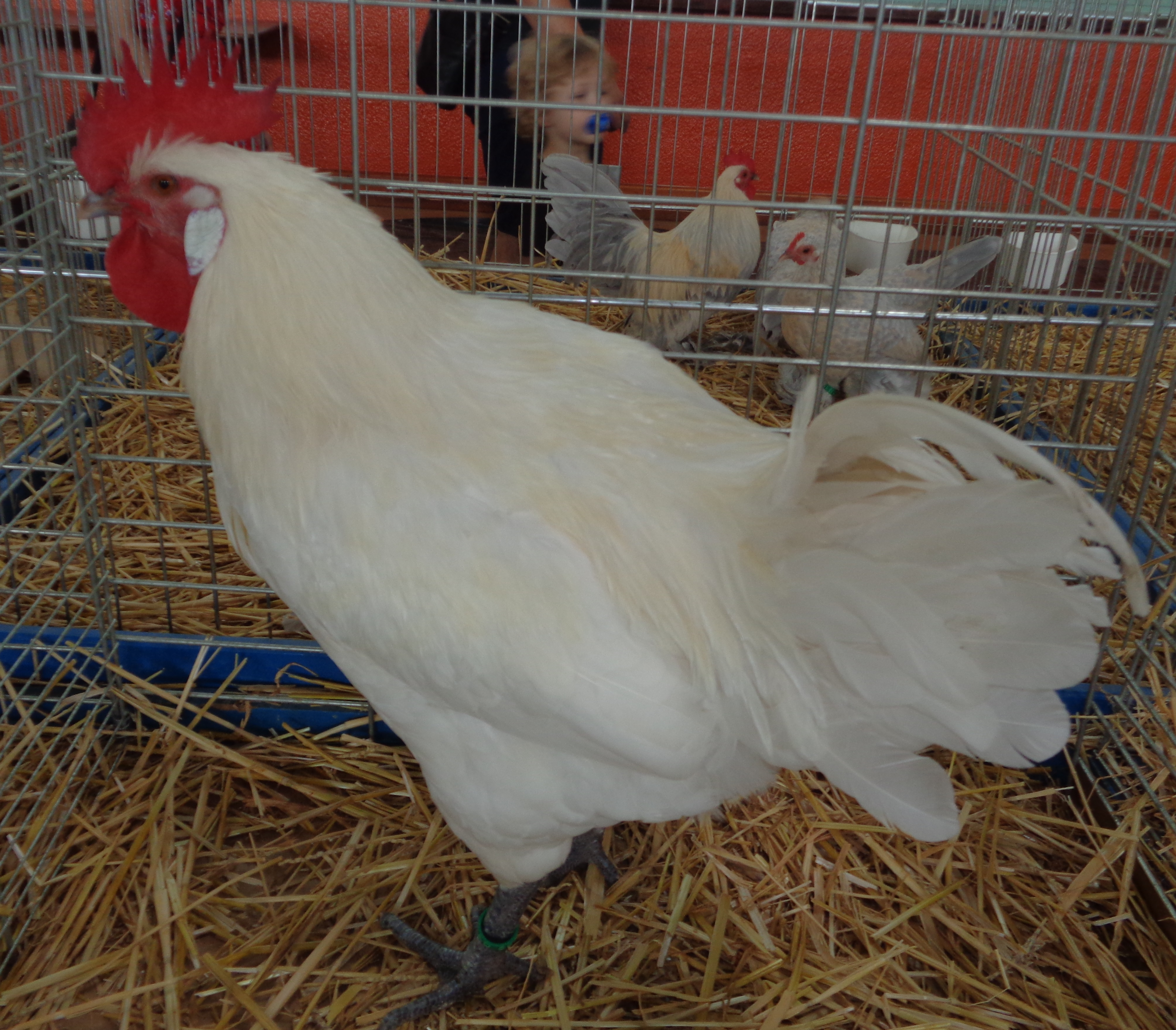
Coq Bresse Gauloise blanc.

#### Abattage
4 volaillers assurent l'abattage annuel des Volailles de Bresse. Désormais, des éleveurs possèdent également leurs propres structures d'abattage accréditées par le Comité Interprofessionnel de la Volaille de Bresse.

#### Festivités
Chaque année est organisée à Bourg-en-Bresse, à Louhans, à Montrevel-en-Bresse et à Pont-de-Vaux, au mois de décembre, les concours des « Glorieuses » où les éleveurs présentent leurs chapons et leurs poulardes. Les Volailles de Bresse sont alors observées attentivement selon les critères des concours puis sont disponible à la vente. Ce sont les Glorieuses de Bresse, en rapport aux quatre villes organisatrices. Un jury sélectionne les meilleurs spécimens. Le chapon peut atteindre un prix relativement élevé s'il reçoit le prix d'honneur.

### Économie
La production, s'élevant à 700 000 poussins élevés par an, est assurée par environ 100 éleveurs. 
Les volailles ne peuvent être abattues avant une période et un poids minimums :

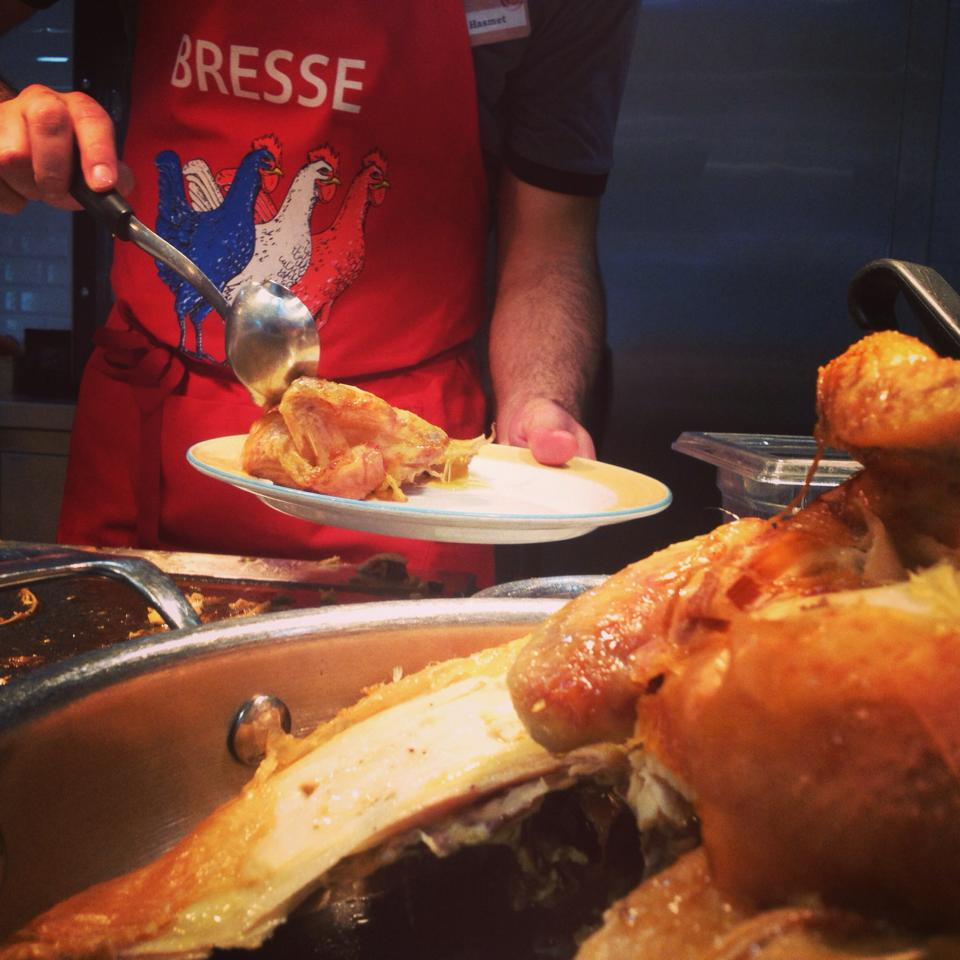
L'aire du Poulet de Bresse sur l'autoroute A39 écoule 15000 poulets par an.

- poulets (cinq mois et d'un poids minimum de 1,3 kg),
- poulardes (six mois et 1,8 kg),
- chapons (neuf mois et 3 kg).

### Critiques
Certaines associations de défense du bien-être animal, comme Welfram ou CIWF France, ne recommandent pas les poulets de Bresse car le cahier des charges impose une période de finition en épinette dans des locaux sombres,. 

## Sources
- Le Standard officiel des volailles (Poules, oies, dindons, canards et pintades), édité par la SCAF.